# كراتي (نهر)

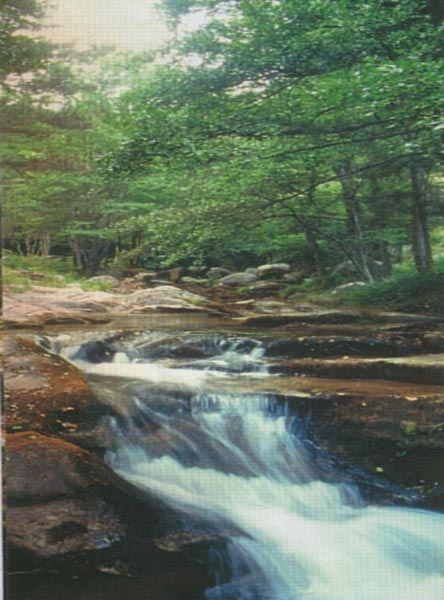
كراتي

الوادي الكبير أو كراتي (بالإيطالية: Crati)‏ هو نهر في قلورية بجنوب إيطاليا. ينبع من وسط جبال سيلا، وعلى بعد بضعة كيلومترات إلى الجنوب من كُزنسة، ويسير تحت جدران تلك المدينة، حيث ينضم إليه جدول أصغر يدعى بوسينتو. يتدفق بعدها شمالًا عبر وسط شبه الجزيرة البروتية حتى يقترب من حدود لوكانيا عندما يتحول فجأة إلى الشرق ويصب في خليج طارنت مباشرة إلى الجنوب من موقع ثوري القديم.